# Georg Schider
Georg Schider (* 14. April 1840 in Wildenthal, Gemeinde St. Martin; † 19. Dezember 1914 in Ramseiden, Gemeinde Saalfelden) war Gutsbesitzer und Abgeordneter zum Österreichischen Abgeordnetenhaus.

## Leben
Georg Schider war Sohn des gleichnamigen Landwirts Georg Schider († 1878). Er besuchte von 1846 bis 1851 eine Volksschule in St. Martin und diente von 1860 bis 1866 im k.u.k. Infanterieregiment Nr. 59, wo er auch am Krieg gegen Italien im Jahr 1866 teilnahm (siehe Dritter Italienischer Unabhängigkeitskrieg). Er war zunächst Landwirt in Wildenthal (vulgo Weisbachgut), danach ab 1875 (vulgo Ebser) in Oberweißbach (heute Gemeinde Weißbach bei Lofer) und ab 1889 (vulgo Laböckbauer) in Ramseiden. Er starb am 19. Dezember 1914 im Alter von 74 Jahren an Influenza.
Von 1867 bis 1889 war er Obmann des Militär- und Veteranenvereins St. Martin und von 1895 bis 1896 Obmann des Vereins für Recht und Wohlfahrt des Bauernstandes in Salzburg. Im Jahr 1897 war er Mitgründer und Obmann der 1. Pinzgauer Pferdezuchtgenossenschaft in Saalfelden.
Von 1897 bis 1900 war er auch Gemeinderat der Landgemeinde Saalfelden.
Er war römisch-katholisch und ab 1872 verheiratet mit Anna Weißbacher, mit der er zwei Töchter und sechs Söhne hatte, wobei eine Tochter und drei Söhne jung verstorben sind.

## Politische Funktionen
Georg Schider war vom 9. April 1891 bis zum 22. Januar 1897 Abgeordneter des Abgeordnetenhauses im Reichsrat (VIII. Legislaturperiode) und war dort für die Kurie Großgrundbesitz zuständig.

## Klubmitgliedschaften
Georg Schider war 1891 in der Freien Vereinigung für wirtschaftliche Reform auf christlicher Grundlage und ab April 1892 fraktionslos.